# Sirje Helme

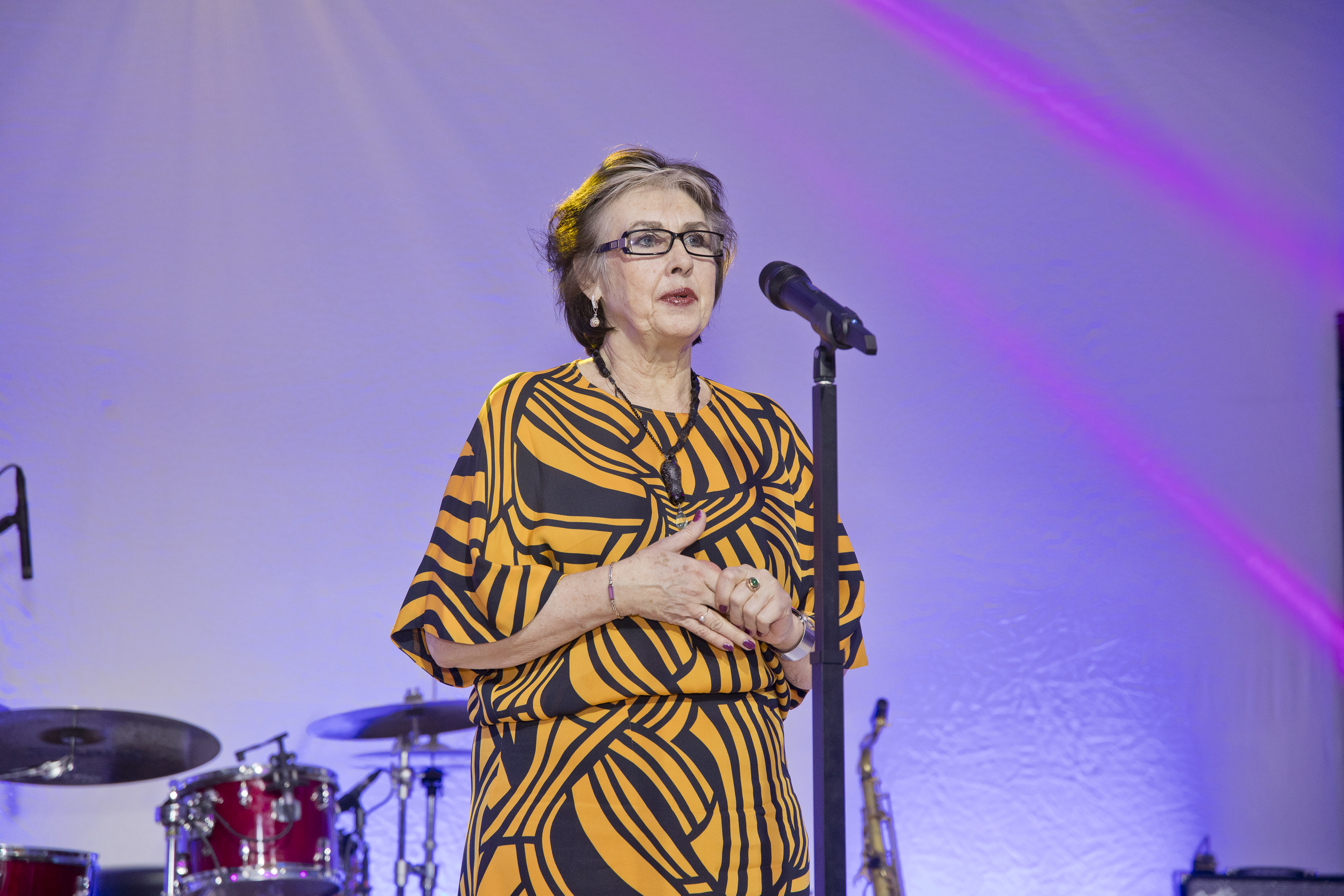
Sirje Helme 2018

Sirje Helme (* 1. Januar 1949 in Tallinn) ist eine estnische Kunsthistorikerin.

## Leben und Werk
Sirje Helme machte 1967 in Tallinn Abitur und studierte ab 1968 Kunstgeschichte an der Universität Tartu. Nach ihrem 1973 erfolgten Abschluss arbeitete sie beim Verlag „Kunst“, wo sie seit 1975 Chefredakteurin des Almanachs „Kunst“ war. Von 1989 war sie Direktorin des Verlags, ab 1992 Direktorin des Zentrums für Zeitgenössische Kunst. Von 2005 bis 2016 war sie Direktorin des Estnischen Kunstmuseums in Tallinn.
1995 verteidigte sie an der Tallinner Kunsthochschule ihre Magister-Arbeit über „Probleme der Avantgarde in der estnischen Kunst“, 2013 ihre Doktorarbeit zum „Nachkriegsmodernismus und der Avantgarde in der estnischen Kunst“. Neben Überblickswerken über die estnische Kunst konzentrierte sich Helme in ihrer Forschungsarbeit auf die modernen Kunstströmungen Estlands im 20. Jahrhundert. Sie hat Lehraufträge sowohl an der Estnischen Kunstakademie als auch an der Universität Tartu wahrgenommen.
Sirje Helme war mit dem estnischen Historiker und Politiker Mart Helme (* 1949) verheiratet. Das Paar hat drei Kinder, darunter den estnischen Politiker und EU-Gegner Martin Helme (* 1976).

## Auszeichnungen
- 2004 Verdienstorden der Italienischen Republik
- 2005 Orden des weißen Sterns, IV. Klasse
- 2008 Kristjan-Raud-Preis
- 2008 Orden von Oranien-Nassau
- Offizier des Leopoldsordens
- 2012 Ritter des Ordre des Arts et des Lettres

## Bibliografie (Auswahl)
- mit Jaak Kangilaski: Lühike eesti kunsti ajalugu. Kunst, Tallinn 1999, ISBN 5-89920-222-X.
- Popkunst forever: Eesti popkunst 1960. ja 1970. aastate vahetusel. Eesti Kunstimuuseum, Tallinn 2010, ISBN 978-9949-9086-3-9.
- 101 Eesti kunstiteost. Varrak, Tallinn 2017, ISBN 978-9985-3-4175-9.
- Eesti kunsti 100 aastat. Post Factum, Tallinn 2018, ISBN 978-9949-603-51-0.